# Krasne Persze (obwód charkowski)
Krasne Persze (ukr. Красне Перше) – wieś na Ukrainie, w obwodzie charkowskim, w rejonie kupiańskim, w hromadzie Dworiczna. W 2001 liczyła 84 mieszkańców.